# Zuger Kantonalbank
Lo Zuger Kantonalbank è una banca cantonale del Canton Zugo, in Svizzera. Fondata nel 1892, è rappresentata nel cantone con 14 filiali. Alla fine del 2024 il patrimonio totale ammontava a 18,8 miliardi di franchi.
La Banca Cantonale di Zugo è una società per azioni di diritto speciale. Le sue azioni nominative, quotate alla SIX Swiss Exchange, sono di proprietà del Cantone al 50% e hanno una quota di capitale libera dello 0,1%. Il restante 49,9% è distribuito tra circa 11.000 azionisti. La banca ha una garanzia statale illimitata.